# Klosterskolan (Uppsala)
Klosterskolan var en flickskola och en institution för utbildning av kvinnliga lärare som var verksam i Uppsala mellan 1855 och 1863. Trots att skolan endast existerade i åtta år var den mycket uppmärksammad på sin tid och anses vara en banbrytande pionjärverksamhet för kvinnors utbildning i Sverige. Det betraktas också som en förebild för Högre lärarinneseminariet och för den nya typen av högre flickskolor, som på allvar började grundas i Sverige från 1860-talet. 

## Historia
Klosterskolan grundades hösten 1855 av Jane Miller Thengberg, som var dess föreståndare under hela dess verksamhetstid. Den fick namnet efter Klostergården, den gård Thengberg hade köpt och där skolan inrymdes. Huset var Östra Ågatan, som kallades Klostret därför att ett franciskanerkloster en gång ska ha legat där.  
Skolan grundades mitt under en intensiv debatt om behovet av reformer i kvinnors utbildning och förbättringen av flickskolorna, och Miller Thengbergs ambition var att grunda en skola som motsvarade de nya kraven. Klosterskolan betraktades under sin tid som banbrytande i flera avseenden. Den hade fyra tvååriga klasser och blev förebilden för den åttaklassiga flickskolan. Miller Thengberg samlade flera framstående akademiker på skolan. 
Bland dess lärare fanns professorn och den senar biskopen i Härnösand A.F. Beckman (kristendom), den senare riksarkivarien docent C.Th. Odhner (historia), senare statsrådet docent G.F.Gilljam (svenska), professor J.E. Cederblom (matematik), professor J.T.Hagberg (franska), magister Thengberg (tyska och naturkunskap). Jane Miller Thengberg själv undervisade i engelska. 
Från höstterminen 1857 inrättades dessutom en ettårig kurs för vuxna kvinnliga yrkeslärare. Skolan blev snabbt berömd i Sverige och ansågs vara en av landets bästa flickskolor och den enda som erbjöd en rationell undervisning för flickor. 
Klosterskolan upplöstes vårterminen 1863, när Jane Miller Thengberg fick anställning som föreståndare på Högre lärarinneseminariet. 130 elever undervisades på Klosterskolan: bland dess elever märks Ebba Boström, Regina Pallin och Hilda Caselli.  
Namnet Klosterskolan har också använts för Cecilie Malméns skola (1863-1865), som låg i samma lokaler, och Krookska skolan eller Zelma Krooks och Maria Uppströms högre läroanstalt för flickor (1865-1889), som grundades i samma hus, även långt efter att det 1873 bytt lokal. Krookska skolan hade även den fyra tvååriga klasser och, från 1871, förberedande avdelningar på två klasser vars elever fick hålla provlektioner. Den uppgick 1883 i Uppsala högre elementarläroverk för flickor. 